# Tambak Oso Wilangon
Tambak Oso Wilangon is een bestuurslaag in het regentschap Soerabaja van de provincie Oost-Java, Indonesië. Tambak Oso Wilangon telt 3780 inwoners (volkstelling 2010).